# Обшаровка
Обшаровка — село в Приволжском районе Самарской области, административный центр сельского поселения Обшаровка.

## Описание
Расположено в 1,5 км от левого берега Волги (Саратовское водохранилище) вблизи Сызранского ж.-д. моста, в 33 км к северо-востоку от села Приволжье, в 25 км к востоку от Сызрани, в 90 км к западу от Самары.
Село полицентричное: западное ядро находится у слияния рек Ерыкла и Тростянка, восточное ядро сформировалось при ж.-д. станции Обшаровка (линия Москва — Сызрань — Самара).
Основные автодороги: на юго-запад к селу Приволжье (выход на дорожную сеть области), на запад к селу Бестужевка и паромной переправе на Сызрань. Также имеются тупиковые автодороги на север к селу Нижнепечерское и на восток к посёлку Золотая Гора.

## Население
| 1979 | 2002  | 2010  | 2021  |
| ---- | ----- | ----- | ----- |
| 5418 | ↗5712 | ↘5667 | ↘5044 |

Национальный состав (2010): русские — 93 %, татары — 1,4 %, украинцы — 1,2 %.

## Известные уроженцы
- Логунов, Анатолий Алексеевич (1926—2015) — д.ф.-м.н., профессор, ректор МГУ им. М. В. Ломоносова (1977—1992)
- Лычев, Иван Акимович — советский партийный и государственный деятель, участник восстания на броненосце "Потемкин".
- Скиталец (Петров) Степан Гаврилович — поэт, прозаик, драматург, собиратель и исполнитель русских народных песен[6].
- Большаков, Алексей Алексеевич (певец) — оперный певец, баритон. Народный артист РСФСР (1971).